# Còdex Leicester

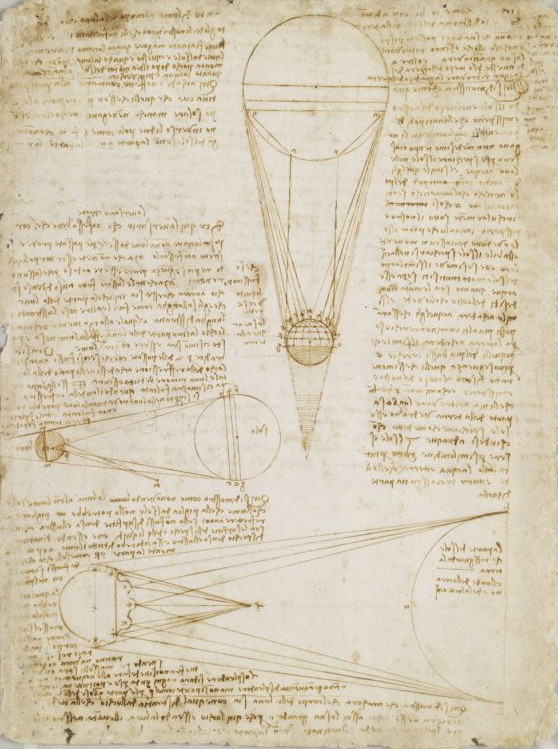
Còdex Leicester: estudi sobre els planetes

El Còdex Leicester és una col·lecció d'escrits essencialment científics de Leonardo da Vinci. Pren el seu nom del primer comte de Leicester, Thomas Coke, que el va comprar el 1717. Es presenta sota la forma de 18 fulls dobles, o sigui, 72 pàgines de format 21,8 x 29,5 cm.
El còdex dona una visió de l'esperit d'aquest pensador, artístic i científic del Renaixement. És una excepcional representació de la relació entre art i ciència, així com de la creativitat en el procés científic.

## Història delCòdex Leicester
La majoria dels dibuixos i dels manuscrits de Leonardo da Vinci van ser conservats pel seu alumne Francesco Melzi fins a la seva mort, el 1570. El Còdex Leicester n'era una excepció, ja que era en possessió de l'escultor Guglielmo della Porta des del 1537. El 1717, el pintor Giuseppe Ghezzi (que l'havia trobat entre altres documents que havien estat propietat de Guglielmo delle Porta) el va vendre a Thomas Coke, comte de Leicester. El manuscrit es va quedar a la casa familiar d'Holkham Hall, a Norfolk, fins al 1980. Va passar llavors a la venda a Christie's el 12 de desembre. Va ser el multimilionari Armand Hammer qui va guanyar la licitació. Hammer va fer construir l'UCLA Armand Hammer Museum of Art and Culture Center a Los Angeles, per protegir la seva col·lecció de quadres i de dibuixos, així com el Còdex Leicester, que va ser rebatejat com a Còdex Hammer. El 1994, el museu va decidir de separar-se'n. Aquesta vegada, va ser Bill Gates qui se'n va presentar com adquiridor. Va retornar al manuscrit el seu nom d'origen, el Còdex Leicester.
El Còdex Leicester està exposat cada any en un indret diferent. Va ser així el cas el 2004, al castell de Chambord, a Tòquio, el 2005, a la Chester Beatty Library de Dublín el 2007, i a l'exposició La Casa de l'Aigua a Spa, el 2009.
La primera edició impresa del Còdex Leicester va ser l'obra de Girolamo Calvi el 1909. Un primer Cd-Rom va ser consagrat al Còdex Hammer el 1995 per Alessandro Vezzosi; una segona va ser-ne realitzada sota la direcció de Carlo Pedretti, el 1996.

## Contingut delCòdex
Datat als voltants del 1508-1510, per comparació amb altres manuscrits de Leonardo, el Còdex està compost de 18 fulls de paper; cada full és doblegat en dos i cada costat del full és escrit, el document complet implica, per tant, 72 pàgines. Els fulls del Còdex han estat numerats al segle xvi, posteriorment renumerats al segle xvii, seguint l'apilament dels 18 fulls doblegats per la meitat. Aquesta presentació no permetia la lectura del Còdex. La presentació actual li retorna la seva configuració inicial en forma de fulls separats, tal com Leonardo da Vinci l'havia compost. Només aquesta presentació podia permetre'n l'estudi.
Té la particularitat d'estar escrit en escriptura especular, és a dir, que el text és a l'inrevés i cal col·locar-ho davant un mirall per poder llegir-lo. Les pàgines estan il·lustrades amb nombrosos dibuixos i diagrames.
El Còdex no pren la forma d'un llibre lineal; és un recull d'observacions en àmbits molt diversos; té la imatge del geni universal que era l'autor: teories sobre l'astronomia; les propietats de l'aigua, de les roques i dels fòssils; l'aire; la llum celeste.
Els diferents subjectes del Còdex són:
- Una explicació del fet que es puguin trobar fòssils a les muntanyes. Centenars d'anys abans que la tectònica de plaques no fos acceptada com una teoria científica, Leonardo ja creia que les muntanyes havien format el fons marí feia molt de temps, i que s'haurien aixecat progressivament per formar les muntanyes.

- El moviment de l'aigua és l'assumpte principal de l'obra. Entre altres coses, Leonardo da Vinci va escriure sobre l'escolament d'aigua als rius, i com aquest és afectat per diferents obstacles en el seu recorregut. A partir de les seves observacions, va escriure recomanacions sobre la construcció dels ponts i sobre l'erosió.

- La lluminositat de la Lluna. Leonardo imaginava que la Lluna era recoberta d'aigua, que reflectia la llum del Sol. En aquest model, les ones a la superfície de la Lluna reflectien la llum solar en diferents direccions; això explicava per què la lluna no era tan brillant com el Sol. Va explicar que la pàl·lida vermellor de la Lluna ascendent és causada per la llum del Sol reflectida per la Terra.